# Waltersdorf, Saale-Holzland
Waltersdorf là một đô thị thuộc huyện Saale-Holzland, trong bang Thüringen, Đức. Đô thị Waltersdorf, Saale-Holzland có diện tích 4,61 km².